# José Vicente Oliver Moll
José Vicente Oliver Moll (La Vall de Laguar, 1965), més conegut com a Màlia, és jugador de pilota valenciana. En la modalitat de Llargues és un dels "banques" més importants dels anys 1990 i 2000, de manera que és membre titular de la Selecció Valenciana de Pilota en els Campionats Internacionals de Pilota. Destaca per la seua treta.
L'any 2000 Màlia, i els altres 4 membres de la Selecció (David, Jan, Martines i Mengual), foren guardonats amb el premi al Millor Esportista masculí de la Província d'Alacant.

## Palmarés
- Llargues:
  - Campió de la Lliga a Llargues: 1993, 1994, 1995 i 2000
- Campionats Internacionals de Pilota
  - Subcampió d'Europa de Joc internacional, Valenciennes (França), 1994
  - Subcampió d'Europa de Llargues, Valenciennes (França), 1994
  - Campió del Món de Llargues: València, 2000
  - Campió del Món de Joc internacional: Paraná (Argentina), 2002
  - Campió del Món de Llargues: Paraná (Argentina), 2002
  - Campió d'Europa de Joc internacional: França, 2003
  - Subcampió d'Europa de Llargues: França, 2003
  - Campió del Món de Llargues: Imperia (Itàlia), 2004
  - Campió d'Europa de Joc internacional: Nivelles (Bèlgica, 2007
  - Subcampió d'Europa de Llargues: Nivelles (Bèlgica) 2007
  - Campió absolut d'Europa, 2007